# 불굴사
불굴사(佛窟寺)는 대한민국 경상북도 경산시 와촌면 팔공산 불굴사길 205에 위치해 있는 절이다.
신라 신문왕 10년(690년)에 창건된 천년고찰이나 원효대사가 발심해 처음 수행하여 불굴사가 더 유명해진 계기가 되었다.
현재의 불굴사는 조계종 10교구본사 은해사 말사이다.
조선 중기까지만 해도 50여채의 건물과 12암자 등을 갖춘 큰 절이었다. 보물 제 429호 삼층석탑, 그 뒤의 극락보전, 조선 후기 건축물 약사보전, 관음전이 함께 위치한다.

## 같이 보기
- 경산 불굴사 삼층석탑